# Adontomerus nesterovi
Adontomerus nesterovi är en stekelart som beskrevs av Zerova 1985. Adontomerus nesterovi ingår i släktet Adontomerus och familjen gallglanssteklar.
Artens utbredningsområde är Turkmenistan. Inga underarter finns listade i Catalogue of Life.